# ديف ماكان (مغن مؤلف)
ديف ماكان هو مغن مؤلف كندي، ولد في 25 مايو 1972.